# Kriegerdenkmal Schopsdorf

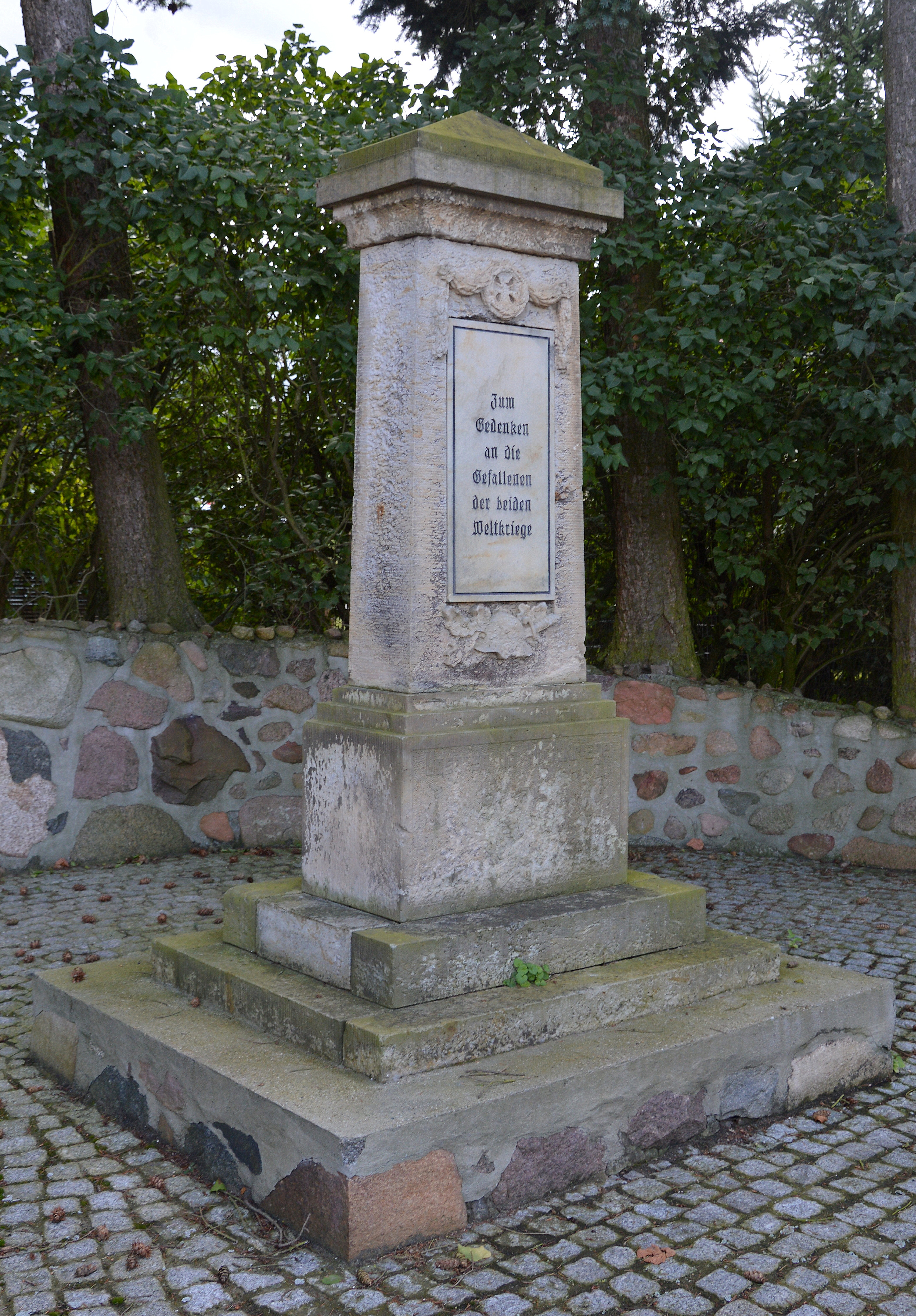
Kriegerdenkmal Schopsdorf

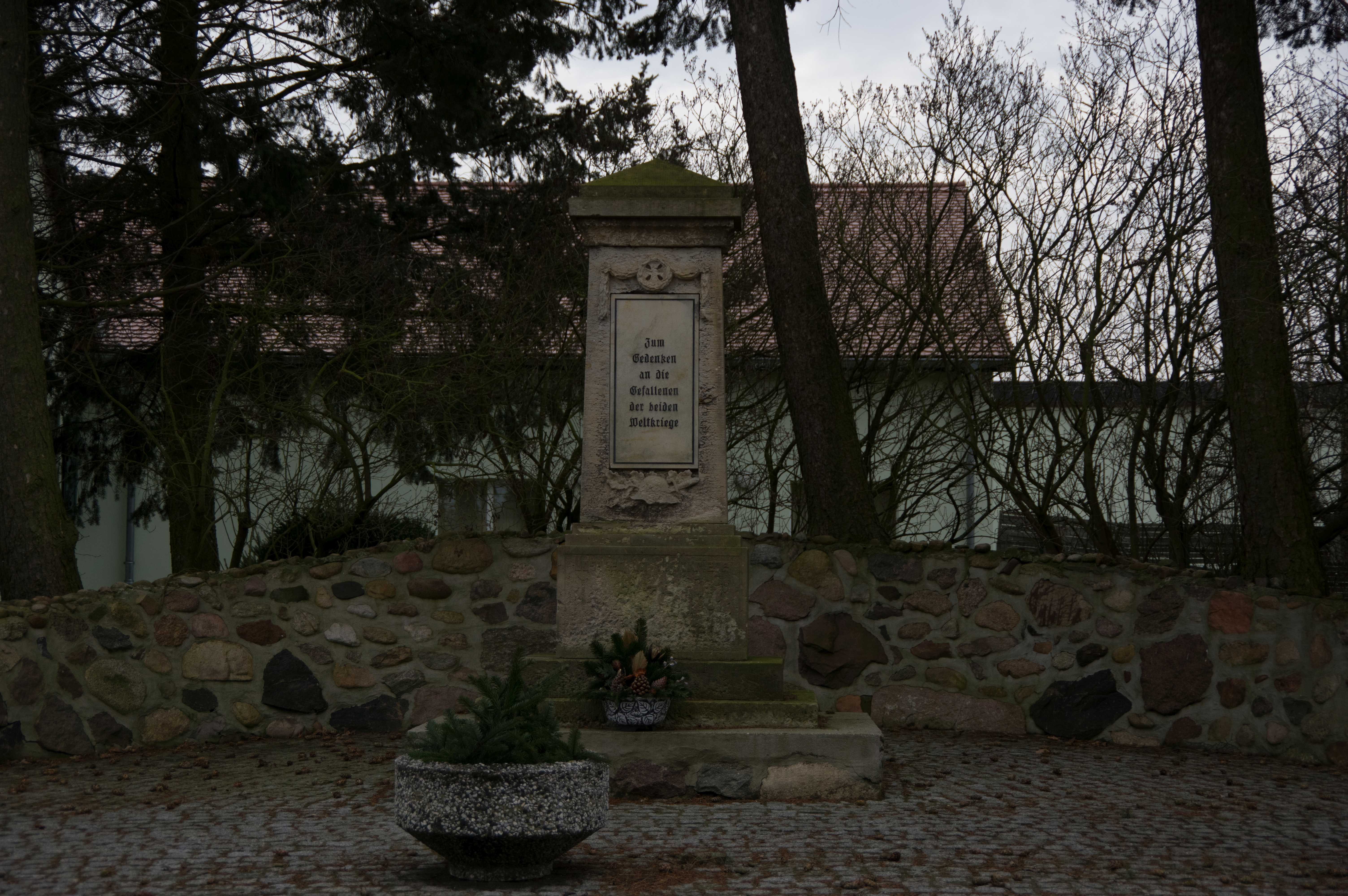
Blick von Norden

Das Kriegerdenkmal Schopsdorf ist ein denkmalgeschütztes Kriegerdenkmal in der Ortschaft Schopsdorf der Stadt Genthin in Sachsen-Anhalt. Im örtlichen Denkmalverzeichnis ist das Kriegerdenkmal unter der Erfassungsnummer 094 71274 als Baudenkmal verzeichnet.

## Lage
Das Kriegerdenkmal von Schopsdorf befindet sich an der Dorfstraße in Schopsdorf.

## Gestaltung
Es handelt sich bei dem Kriegerdenkmal um eine Stufenstele mit einer allgemeinen Inschrift für die Gefallenen beider Weltkriege. Die Namen der Gefallenen der beiden Weltkriege befinden sich auf zwei Gedenktafeln. Diese Gedenktafeln sind an einer Mauer neben der Trauerhalle angebracht.

## Inschrift
Zum

Gedenken

an die

Gefallenen

der beiden

Weltkriege

## Quelle
- Gefallenendenkmal Schopsdorf Online, abgerufen am 22. Juni 2017.